# Juris Kronbergs
Juris Kronbergs (født 9. august 1946 i Stockholm i Sverige, død 6. juli 2020) var en lettisk-svensk digter, oversætter og freelance journalist.
Kronbergs fødtes ind i en familie bestående af lettiske flygtninge, der flygtede fra den sovjetiske besættelse i Baltikum; hans far var maleren Rūdolfs Kronbergs. Juris Kronbergs studerede nordiske og baltiske sprog samt litteraturhistorie ved Stockholms Universitet, og han udgav bøger siden midten af 1960'erne. Kronbergs arbejdede som lettisk-svensk oversætter for både den svenske regering og Nordisk Ministerråd, og desuden virkede han som lettisk kulturattaché ved den lettiske ambassade i Stockholm i en tiårig periode.
Kronbergs skrev og talte ubesværet både lettisk og svensk og oversatte fra og til begge sprog. Han var den førende oversætter af lettisk litteratur til svensk og oversatte lettiske folkesange samt værker af Strēlerte, Belševica, Ziedonis, Skujenieks og andre lettiske digtere. Han modtog flere vigtige litterære priser fra Letland, og Juris Kronbergs udnævntes den 26. oktober 1998 til Officer af Trestjerneordenen af den daværende lettiske præsident Guntis Ulmanis. Han har også modtaget den svenske nordstjerneorden.